# リンコム
株式会社リンコム（LINKcom）は、東京都千代田区に本社を置くソフトウェア開発会社。代表的な製品に、多店舗運営ソリューション「店番長（みせばんちょう）」、グループウェア「リンコム ネクスト」がある。
リンコム（LINKcom）の由来は、COM：コミュニケーションの繋がり：LINKとされている。

## 製品・サービス
- 店番長（チェーンストア向けクラウドサービス）
- リンコム ネクスト（グループウェア製品）

## 特徴
- 製品の開発、並びにクラウドでのサービス運営を行い、ユーザー企業に対してカスタマーサクセス部門からアドバイスや活用提案を行っている。
- 店番長は、大手のスーパーマーケット、ホームセンター、レストラン、ホテルなどで利用されている。
- 店番長はAWS上で構築・稼働しており、リンコムはAWSパートナーネットワークでセレクト テクノロジーパートナーとして認定され登録されている。
- リンコムネクスト製品はすべて共通のプラットフォーム（ACM)上で開発されているため、ユーザー固有のカスタマイズやアプリケーション開発を行うことができる。
- リンコムネクストは、Adobe社のColdFusionなどを製品開発のベースとしている。

## 沿革
- 2020年10月20日　東京都千代田区岩本町3-8-11 PARK WOOD office iwamotocho 7F へ移転した
- 1997年1月 21日　東京都台東区上野公園近くで設立